# Prüm (rivier)

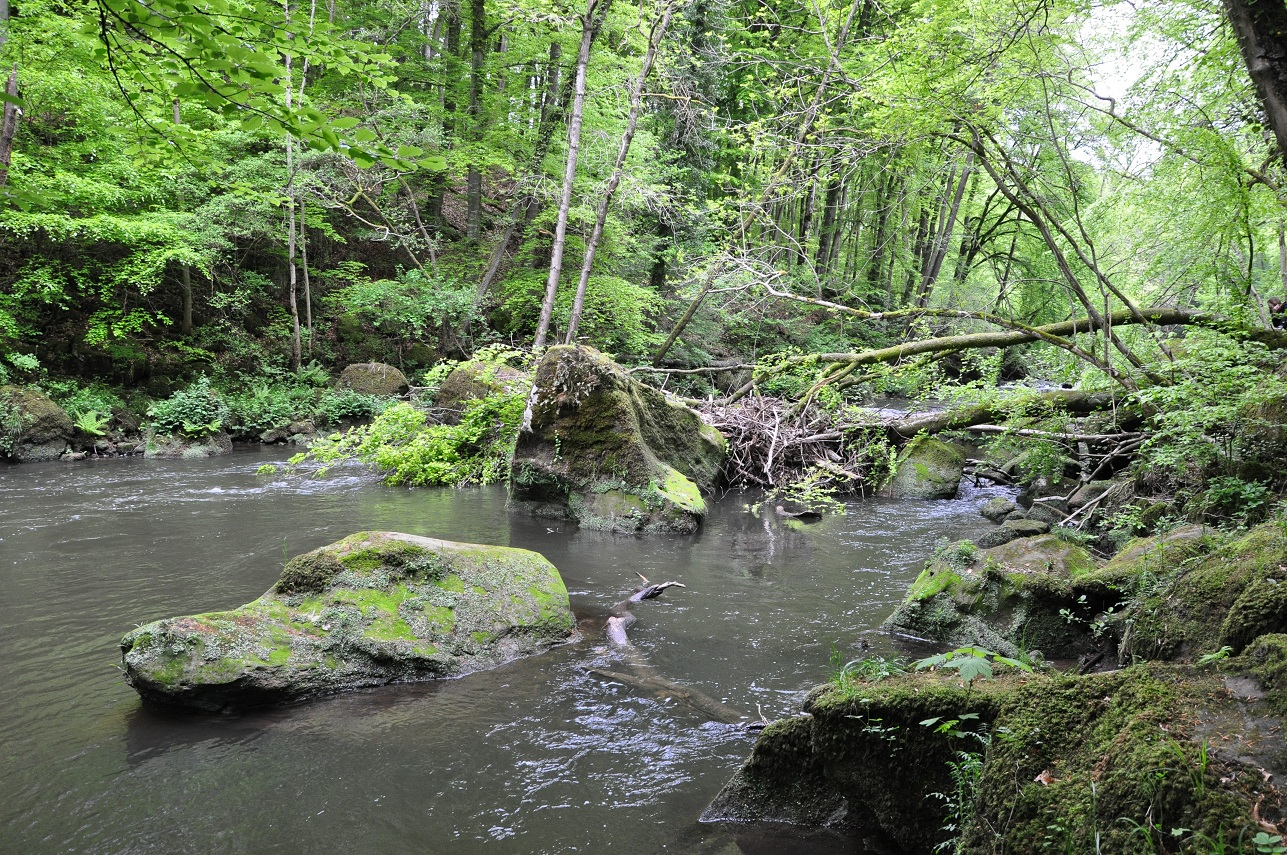
De Prüm tussen Prümzurlay en Irrel

De Prüm is een rivier in Duitsland. De rivier is 85 km lang en is geliefd bij kanovaarders.
Het is een linkse zijrivier van de Sauer en behoort daardoor tot het stroomgebied van de Rijn, via de Moezel. De bron bevindt zich op 600 meter hoogte in de Schneeeifel nabij Reuth, de monding op 156 meter.